# Андрия Качич Миошич
Андрия Качич Миошич (на хърватски: Andrija Kačić Miošić) (17 април 1704 – 14 декември 1760) е хърватски поет и философ, един от значимите представители на хърватското литературно възраждане.

## Общи сведения
Роден в село Брист в Южна Далмация близо до град Макарска в аристократичния род Качичи. Като дете е даден за отглеждане на своя дядо, монаха францисканец Лука Томашевич и на 16-годишна възраст самият той е приет в монашеския орден. Изучава богословие и философия във францисканския манастир „Св. Мария“ в Заострог, малко селище на брега на Адриатическо море, а впоследствие завършва образованието си в Буда.
След завръщането си в родината през 1730 г. преподава философия в училище в Шибеник и в местната семинария. През 1740 г. влиза във францисканския манастир на остров Брач, където седем години по-късно става настоятел. Годините от 1750 до смъртта си през 1760 прекарва в манастира в Заострог.

## Творчество
Миошич Качич превежда на хърватски език библейски текстове включително Моисеевото петокнижие. Написва на латински език трактата „Elementa peripathetica juxta mentem subtilissimi doctoris Joannis Duns-Scoti“, публикуван във Венеция през 1750 г. Събира и записва автентичен народен фолклор.
Най-значителната му творба е „Razgovor ugodni naroda slovinskog“ („Разговор угоден за славянския народ“, другаде преведена като „Приятен разговор на славянския народ“), създадена през 1756 г. Това е историческо повествование написано на щокавско наречие в стихотворна форма, съдържащо и някои елементи от фолклора, което поражда спорове дали отделни части от произведението са дело на Качич или представляват предадено от него народно творчество. В „Разговора“ Качич описва историята на южните славяни от античността до неговото съвремие като отделя особено внимание на борбата с османските завоеватели. Определя славяните от Адриатическо до Северно море като една обща народност.
Дълго време неговата творба се ползва с изключителна популярност в Хърватия.

## Значение за Българското възраждане
Творбата на Андрия Миошич Качич изиграва важна роля и сред българските възрожденски деятели като служи за източник на т.нар. Зографска българска история. Качич засяга в книгата си не само историята на хървати и сърби, но и на българите с блестящите победи на техните владетели. Нарича българските царе „юнаци, витезови и славодобитници“ и „винаги за бой готови“. Съчинението му съдържа песни посветени на българските царе: напр. „Песен за Орун и Ницефор“ („Писма од Оруна и Ницефора“), визираща Крум и Никифор или „„Песен за император Василий““ („Писма од Василия цесара“), която разказва за страшното поражение, което нанася император Василий II Българоубиец на цар Самуил. В тази песен Василий отправя следното искане към своя пълководец Никифор Уран.:
„Ницефоре, служителю верни,
ето вземи мойта силна войска,
поведи я срещу българите
и изсечи мало и голямо,
жив ми хвани царя Самуила
и с него син му Радомира...“
Въпреки че българите са разгромени, те са представени като юначни воини, а българският цар е наречен от византийския василевс „силен българин“.